# Йохан Беер (награда)
Литературната награда „Йохан Беер“ (на немски: Johann-Beer-Literaturpreis) е учредена през 2009 г. от Австрийската лекарска камара и Дойче банк в памет на писателя и композитор Йохан Беер (1655-1700).
С отличието ежегодно се удостоява творба на австрийски писател, която „естетически и със съдържанието си по изключителен начин разисква непредсказуемостта на живота и справянето с екзистенциалните предизвикателства и тегоби“.
Наградата е на стойност 7000 €.

## Носители на наградата
- 2009: Антонио Фиан
- 2010: Паулус Хохгатерер
- 2011: Арно Гайгер
- 2012: Моника Хелфер
- 2013: Роберт Шиндел
- 2014: Фридерике Майрьокер
- 2015: Маргит Шрайнер
- 2016: Ана Митгуч[1]
- 2017: Лидия Мишкулниг